# Minoxidil
El minoxidil o minoxidilo es un fármaco vasodilatador antihipertensivo utilizado habitualmente para el tratamiento de casos graves de hipertensión y para la alopecia androgénica de intensidad moderada.
Para el crecimiento capilar habitualmente se administra por vía tópica, en forma de solución hidroalcohólica. La concentración de principio activo más común es del 5% para hombres y del 2 % para mujeres. Para el tratamiento de la hipertensión se administra por vía oral.
Los orígenes del minoxidil como fármaco se remontan a 1979, cuando se descubrió que el compuesto era un potente vasodilatador indicado para pacientes con problemas renales resistentes a otros medicamentos. Durante su uso clínico, se percibió que los pacientes experimentaban un aumento del vello corporal y de la barba en hombres e incluso hipertricosis en algunas mujeres. Este efecto secundario inesperado motivó que se empezara a investigar su uso para el tratamiento de la calvicie. En los años 1980 se empezó a comercializar en Estados Unidos una solución tópica con minoxidil al 2 %, propilenglicol, etanol, y agua bajo la marca comercial Rogaine indicada para el tratamiento de la pérdida capilar.

## Uso médico
El minoxidil, aplicado tópicamente, se usa ampliamente para el tratamiento de la caída del cabello. Es uno de los pocos compuestos que ha demostrado ser eficaz para ayudar a promover el crecimiento del cabello. Aproximadamente el 40% de los hombres experimenta regeneración capilar tras 3-6 meses de uso. En pacientes con alopecia androgénica, el minoxidil debe ser administrado indefinidamente para el mantenimiento de cualquier crecimiento experimentado del cabello. Su efecto en personas con alopecia areata no está claro.
Existen estudios que han demostrado también la efectividad del minoxidil para estimular el crecimiento de la barba y el vello corporal en hombres.

## Farmacología
Produce vasodilatación arteriolar. Incrementa el flujo sanguíneo hacia piel, músculo estriado, tubo digestivo y corazón. El principal determinante del aumento del gasto cardíaco es el efecto del minoxidil sobre la resistencia vascular periférica para incrementar la circulación venosa hacia el corazón. También es un vasodilatador renal y estimulador reflejo potente de la secreción de renina y catecolaminas.

### Farmacocinética
Administrado por vía oral, es absorbido a nivel gastrointestinal. Sus concentraciones máximas en el organismo ocurren una hora después. Solo el 20% del fármaco se excreta sin cambios en la orina y su principal vía de eliminación es mediante el metabolismo hepático. Presenta una vida plasmática de 3 a 4 horas, pero la duración de su acción es muchas veces superior a las 24 horas.

### Mecanismo de acción
El minoxidil es un activador de los canales de potasio sensible al adenosín trifosfato (ATP), lo cual provoca la hiperpolarización de las membranas celulares. Teóricamente, al ensanchar los vasos sanguíneos y abrir los canales de potasio, los folículos reciben más oxígeno, sangre y nutrientes. Esto provoca que los folículos en fase telógena se desprendan, siendo posteriormente reemplazados por pelos más gruesos en una nueva fase anágena.
El minoxidil es un profármaco que se convierte por sulfatación a través de la enzima sulfotransferasa en su forma activa, el sulfato de minoxidil. El efecto del minoxidil está mediado por adenosina, que desencadena la transducción de señales intracelulares a través de los receptores de adenosina A1 y dos subtipos de receptores de adenosina A2 (A2A y A2B).
Se han descrito varios efectos in vitro del minoxidil en monocultivos de varios tipos de células de la piel y del folículo piloso, incluida la estimulación de la proliferación celular, la inhibición de la síntesis de colágeno, la estimulación del factor de crecimiento endotelial vascular, la síntesis de prostaglandina y la expresión del leucotrieno B4.
El minoxidil es menos eficaz cuando el área de caída del cabello es grande. Además, su eficacia se ha demostrado ampliamente en hombres más jóvenes que han experimentado pérdida de cabello durante menos de 5 años.

## Efectos secundarios
En general, el minoxidil es tolerado por el organismo y no presenta contraindicaciones severas. No obstante, algunos efectos secundarios de su aplicación por vía tópica pueden ser picazón, enrojecimiento o irritación en la piel. También puede provocar el crecimiento de vello corporal en otras partes del cuerpo diferentes a la zona de aplicación. La caída temporal del cabello al empezar a aplicar el fármaco es uno de los efectos secundarios más comunes del minoxidil.
El minoxidil podría provocar hirsutismo, especialmente en mujeres y niños, aunque es un extremo poco frecuente y suele solventarse al dejar de consumir el fármaco.
El alcohol y el propilenglicol que se utilizan como disolvente en la mayoría de preparaciones tópicas también suelen provocar sequedad e irritación en la piel o descamación en el cuero cabelludo.
Las reacciones alérgicas graves pueden incluir erupción cutánea, urticaria, picazón, dificultad para respirar, opresión en el pecho, hinchazón de la boca, cara, labios o lengua, dolor en el pecho, mareos, desmayos, taquicardia, dolor de cabeza, aumento de peso repentino e inexplicable o hinchazón de las manos y pies.
En su uso por vía oral, se observaron como posibles efectos secundarios la retención de líquidos, edemas, derrame pleural, y la aceleración del ritmo cardiaco (taquicardia), para lo que indicaban dar medicación preventiva de esos efectos secundarios a quienes recibían minoxidil por vía oral para la HTA. La pseudoacromegalia es un efecto secundario muy raro descrito en casos de grandes dosis de minoxidil por vía oral.
Se sospecha que el minoxidil puede ser altamente tóxico en gatos, ya que se han documentado casos de gatos que han muerto tras haber entrado en contacto con cantidades muy pequeñas de la sustancia.

## Historia

### Tratamiento de la hipertensión
El fármaco tiene su origen en la década de 1950, cuando el laboratorio Upjohn Company (adquirido posteriormente por Pfizer) se encontraba investigando un tratamiento para las úlceras. En ensayos con perros, el compuesto no curó las úlceras, pero demostró ser un poderoso vasodilatador.
Upjohn sintetizó más de 200 variaciones del compuesto, incluido el que desarrolló en 1963 y al que se denominó minoxidil. Estos estudios dieron resultado y la Autoridad de Administración de Alimentos y Medicamentos de Estados Unidos (FDA) aprobó su uso para el tratamiento de la hipertensión arterial en 1979. Ese mismo año se empezó a comercializar bajo la marca "Loniten" en comprimidos por vía oral.

### Crecimiento del cabello
Durante los ensayos clínicos tras la autorización del minoxidil para el tratamiento de la hipertensión, Charles A. Chidsey, profesor de medicina en la Universidad de Colorado, descubrió un crecimiento inesperado del cabello y vello corporal en los pacientes. Desconcertado por este efecto secundario, Chidsey comentó al doctor Guinter Kahn la posibilidad de investigar el uso de minoxidil para el tratamiento de la alopecia.
Kahn, junto con su compañero Paul J. Grant, tuvieron acceso a una cierta cantidad del medicamento y realizaron su propia investigación, aparentemente sin comunicarlo a Upjohn o Chidsey. Los dos médicos experimentaron con una solución de minoxidil al 1% disuelto en varios líquidos a base de alcohol. Intentaron patentar un medicamento para la prevención de la pérdida de cabello, pero descubrieron que Upjohn ya lo había hecho. Esto provocó un litigio entre Kahn y Upjohn que se resolvió incluyendo el nombre de Kahn en la patente consolidada.
En 1998, la FDA finalmente aprobó el fármaco para el tratamiento de la calvicie androgénica en hombres. Fue comercializado por los laboratorios Upjohn bajo la marca Rogaine. Sin embargo, la autoridad apostilló que este fármaco no era efectivo en todos los pacientes, ya que solo el 39% de los hombres en los que se realizaron ensayos clínicos presentaron un "crecimiento de cabello de moderado a denso en la coronilla". Sin embargo, la efectividad del minoxidil para la calvicie ya era tan popular en la década de los 80, que algunos facultativos ya lo estaban prescribiendo fuera de indicación para este fin antes de su aprobación. En 1981, Upjohn lanzó una versión del fármaco indicada para mujeres, con una concentración menor de principio activo.
En los años posteriores el minoxidil por vía tópica fue aprobado en multitud de países como tratamiento indicado para la calvicie androgénica. Actualmente, es el único medicamento tópico autorizado por la FDA para este fin.